# Copa de la Reina de fútbol
El Campeonato de España-Copa de Su Majestad la Reina, más conocido como Copa de la Reina, es una competición nacional de fútbol femenino por eliminatorias, organizada anualmente por la Real Federación Española de Fútbol y disputada por los 16 mejores clubes femeninos de España, integrantes de la Primera División.
Surgida en 1983 a semejanza de su homónima masculina, es el campeonato nacional de fútbol femenino más antiguo del país. En sus inicios fue considerada como la competición más prestigiosa a nivel de clubes en el país, hasta la creación del Campeonato Nacional de Liga.
A lo largo de su historia quince clubes han logrado este título. El club femenino más laureado de la competición es el Fútbol Club Barcelona con 10 títulos, seguido del Levante Unión Deportiva y del Real Club Deportivo Espanyol con seis títulos cada uno.

## Historia
El actual torneo tiene su antecedente directo en el Campeonato homenaje a la Reina Sofía disputado en 1981, siendo ganado por el Karbo Club de Fútbol. La Real Federación Española de Fútbol dio oficialidad al torneo en 1983, con la creación del Campeonato de España de Fútbol Femenino. Al no existir ninguna otra competición femenina oficial a nivel estatal, este torneo era considerado el más importante hasta la creación, en la temporada 1988-89 de la Liga Nacional Femenina. A partir de esa misma temporada, el Campeonato de España femenino recibió la denominación de Copa de Su Majestad la Reina, a imagen y semejanza del Campeonato de España masculino, la Copa del Rey.
Inicialmente participaban en el torneo los equipos campeones de las distintas ligas territoriales. Desde la temporada 2001-02 son los mejores clasificados de la máxima categoría los que obtienen el pase para disputar la Copa.

## Trofeo
El trofeo otorgado al vencedor de la competición ha ido cambiando a lo largo de los años. Desde 2011 se entrega una copa de plata de ley, de 73 centímetros de altura y ocho kilos de peso. El diseño y elaboración del trofeo es obra de la Joyería Alegre de Madrid, responsable también de la Copa del Rey masculina.
El club campeón de la Copa de la Reina recibe dicho trofeo, en depósito, durante un año, tras el cual es reemplazado por una réplica. Solo el club que conquista el título tres años consecutivos o cinco alternos obtiene el trofeo en propiedad.[cita requerida]
Además del trofeo, la RFEF entrega 25 réplicas del Trofeo a las jugadoras que componen la plantilla del club campeón, y 25 medallas plateadas para las del segundo clasificado.

## Sistema de competición
El sistema de competición de la Copa de la Reina ha cambiado a lo largo de su historia. Desde 2013 toman parte en la competición los ocho primeros clasificados de la Primera División Femenina de esa temporada. 
El torneo se desarrolla por rondas de eliminación directa, a partido único en terreno neutral. Si un partido finaliza en empate, se disputa una prórroga y, en última instancia, el vencedor de la eliminatoria se determina con el lanzamiento de penaltis.

### Cambios para la temporada 2015-16
El formato ha variado para la edición de la Copa de la Reina de 2015-16. Una vez acabada la Liga comenzará la competición de la Copa y lo hará disputándose los partidos de cuartos de final, por lo que serán los ocho primeros clasificados de la Primera División Femenina los que disputarán el preciado torneo, siendo los duelos a partido único y en una única sede los días 18 y 19 de junio. Las semifinales serán el 24 de junio y la final del torneo se disputará el 26 de junio.

## Historial
| Ed.                                   | Temporada            | Campeón                        | Resultado (Des.)     | Subcampeón                     | Sede Final                                | Nota(s)                                                                   |
| Campeonato de España                  | Campeonato de España | Campeonato de España           | Campeonato de España | Campeonato de España           | Campeonato de España                      | Campeonato de España                                                      |
| ------------------------------------- | -------------------- | ------------------------------ | -------------------- | ------------------------------ | ----------------------------------------- | ------------------------------------------------------------------------- |
|                                       | 1981                 | Karbo C. F.                    | 2 - 1                | Ricard Las Palmas              | Tarragona                                 | No reconocido por la RFEF                                                 |
| I                                     | 1983                 | Karbo C. F.                    | 4 - 1                | Porvenir C. F.                 | Las Margaritas, Getafe                    | Primera competición oficial femenina del país. Final a partido único      |
| II                                    | 1984                 | Karbo Deportivo                | 4 - 2, 1 - 2         | Añorga K. K. E.                | Riazor, La Coruña y Atocha, San Sebastián | Final a doble partido                                                     |
| III                                   | 1985                 | Karbo Deportivo (3)            | 2 - 2 (3 - 1 p.)     | P. B. Barcilona Deco Parquet   | Riazor, La Coruña                         | Primer trofeo en propiedad otorgado. Primera final decidida por penaltis. |
| IV                                    | 1986                 | C. F. Porvenir (1)             | 3 - 1                | Oiartzun K. E.                 | Medina de Pomar                           |                                                                           |
| V                                     | 1987                 | Oiartzun K. E.                 | 3 - 2                | Añorga K. K. E.                | Zumárraga                                 |                                                                           |
| VI                                    | 1988                 | Oiartzun K. E. (2)             | 8 - 0                | C. F. Porvenir                 | Tomelloso                                 | Victoria más abultada                                                     |
| Campeonato de España-Copa de la Reina |                      |                                |                      |                                |                                           |                                                                           |
| VII                                   | 1989                 | Parque Alcobendas (1)          | 4 - 2                | Añorga K. K. E.                | Estadio Las Gaunas, Logroño               | Reorganización de las competiciones femeninas                             |
| VIII                                  | 1990                 | Añorga K. K. E.                | 2 - 0                | R. C. D. Espanyol              | Carlos Belmonte, Albacete                 |                                                                           |
| IX                                    | 1991                 | Añorga K. K. E.                | 3 - 0                | C. F. Barcelona                | La Romareda, Zaragoza                     |                                                                           |
| X                                     | 1992                 | C. D. Oroquieta Villaverde     | 3 - 0                | C. E. Sabadell F. C.           | Chus Pereda, Medina de Pomar              |                                                                           |
| XI                                    | 1993                 | Añorga K. K. E. (3)            | 2 - 1                | C. D. Oroquieta Villaverde     | Getafe                                    |                                                                           |
| XII                                   | 1994                 | F. C. Barcelona                | 2 - 1                | C. D. Oroquieta Villaverde     | Ciudad del Fútbol, Las Rozas              |                                                                           |
| XIII                                  | 1995                 | C. D. Oroquieta Villaverde     | 4 - 2                | Añorga K. K. E.                | Coslada                                   |                                                                           |
| XIV                                   | 1996                 | R. C. D. Espanyol              | 3 - 0                | C. D. Oroquieta Villaverde     | Olímpico, Tarrasa                         |                                                                           |
| XV                                    | 1997                 | R. C. D. Espanyol              | 4 - 2                | C. A. Málaga                   | Municipal de Arganda, Arganda del Rey     |                                                                           |
| XVI                                   | 1998                 | C. A. Málaga (1)               | 4 - 0                | S. D. Lagunak                  | Camp d'Esports, Lérida                    |                                                                           |
| XVII                                  | 1999                 | C. D. Oroquieta Villaverde (3) | 3 - 1                | Eibartarrak F. T.              | Tomelloso                                 |                                                                           |
| XVIII                                 | 2000                 | Levante U. D.                  | 3 - 0                | S. D. Lagunak                  | Ciudad de Valencia, Valencia              |                                                                           |
| XIX                                   | 2001                 | Levante U. D.                  | 5 - 1                | C. F. F. Irex Puebla           | Antonio Amilivia, León                    |                                                                           |
| XX                                    | 2002                 | Levante U. D.                  | 1 - 0                | R. C. D. Espanyol              | Ciudad de Valencia, Valencia              | Segundo trofeo en propiedad otorgado.                                     |
| XXI                                   | 2003                 | C. E. Sabadell F. C. (1)       | 3 - 1                | C. F. F. Estudiantes de Huelva | Nova Creu Alta, Sabadell                  |                                                                           |
| XXII                                  | 2004                 | Levante U. D.                  | 3 - 1                | C. E. Sabadell F. C.           | Anduva, Miranda de Ebro                   |                                                                           |
| XXIII                                 | 2005                 | Levante U. D.                  | 2 - 1                | C. F. F. Irex Puebla           | Breña Alta, La Palma                      |                                                                           |
| XXIV                                  | 2006                 | R. C. D. Espanyol              | 2 - 2 (4 - 3 p.)     | S. D. Lagunak                  | Nazaret, Valencia                         |                                                                           |
| XXV                                   | 2007                 | Levante U. D. (6)              | 3 - 1                | R. C. D. Espanyol              | García de la Mata, Madrid                 |                                                                           |
| XXVI                                  | 2008                 | Rayo Vallecano (1)             | 3 - 2                | Levante U. D.                  | Julián Ariza, Torrelodones                |                                                                           |
| XXVII                                 | 2009                 | R. C. D. Espanyol              | 5 - 1                | C. D. Zaragoza                 | La Romareda, Zaragoza                     |                                                                           |
| XXVIII                                | 2010                 | R. C. D. Espanyol              | 3 - 1                | Rayo Vallecano                 | Artunduaga, Basauri                       |                                                                           |
| XXIX                                  | 2011                 | F. C. Barcelona                | 1 - 0                | R. C. D. Espanyol              | Ciudad del Fútbol, Las Rozas              |                                                                           |
| XXX                                   | 2012                 | R. C. D. Espanyol (6)          | 2 - 1                | Athletic Club                  | Ciudad del Fútbol, Las Rozas              |                                                                           |
| XXXI                                  | 2013                 | F. C. Barcelona                | 4 - 0                | C. D. Zaragoza                 | Ciudad del Fútbol, Las Rozas              |                                                                           |
| XXXII                                 | 2014                 | F. C. Barcelona                | 1 - 1 (5 - 4 p.)     | Athletic Club                  | Alfonso Murube, Ceuta                     |                                                                           |
| XXXIII                                | 2015                 | Sporting de Huelva (1)         | 2 - 1                | Valencia C. F.                 | Álvarez Claro, Melilla                    |                                                                           |
| XXXIV                                 | 2016                 | Atlético de Madrid             | 3 - 2                | F. C. Barcelona                | Ciudad del Fútbol, Las Rozas              |                                                                           |
| XXXV                                  | 2017                 | F. C. Barcelona                | 4 - 1                | Atlético de Madrid             | Ciudad del Fútbol, Las Rozas              |                                                                           |
| XXXVI                                 | 2018                 | F. C. Barcelona                | 1 - 0                | Atlético de Madrid             | Estadio Romano, Mérida                    | Tercer trofeo en propiedad otorgado.                                      |
| XXXVII                                | 2018-19              | Real Sociedad (1)              | 2 - 1                | Atlético de Madrid             | Los Cármenes, Granada                     |                                                                           |
| XXXVIII                               | 2019-20              | F. C. Barcelona                | 3 - 0                | C. D. E. F. Logroño            | La Rosaleda, Málaga                       | Final aplazada a 2021 por la pandemia de COVID-19.                        |
| XXXIX                                 | 2020-21              | F. C. Barcelona                | 4 - 2                | Levante U. D.                  | Estadio de Butarque, Leganés              |                                                                           |
| XL                                    | 2021-22              | F. C. Barcelona                | 6 - 1                | Sporting de Huelva             | Estadio Santo Domingo, Alcorcón           | Cuarto trofeo en propiedad otorgado.                                      |
| XLI                                   | 2022-23              | Atlético de Madrid (2)         | 2 - 2 (3 - 1 p.)     | Real Madrid C. F.              | Estadio de Butarque, Leganés              |                                                                           |
| XLII                                  | 2023-24              | F. C. Barcelona                | 8 - 0                | Real Sociedad                  | La Romareda, Zaragoza                     | Victoria más abultada igualada.                                           |
| XLIII                                 | 2024-25              | F. C. Barcelona (11)           | 2 - 0                | Atlético de Madrid             | El Alcoraz, Huesca                        |                                                                           |

## Palmarés
| Equipo                                        | Títulos | Subcamp. | Finales | Años campeonatos                                                    |
| --------------------------------------------- | ------- | -------- | ------- | ------------------------------------------------------------------- |
| Fútbol Club Barcelona                         | 11      | 2        | 13      | 1994,[A] 2011, 2013, 2014, 2017, 2018, 2020, 2021, 2022, 2024, 2025 |
| Real Club Deportivo Espanyol                  | 6       | 4        | 10      | 1996, 1997, 2006, 2009, 2010, 2012                                  |
| Levante Unión Deportiva                       | 6       | 2        | 8       | 2000, 2001, 2002, 2004, 2005, 2007                                  |
| Añorga Kirol eta Kultur Elkartea              | 3       | 4        | 7       | 1990, 1991, 1993                                                    |
| Club Deportivo Oroquieta Villaverde           | 3       | 3        | 6       | 1992, 1995, 1999                                                    |
| Real Club Deportivo de La Coruña              | 3       | -        | 3       | 1983,[C] 1984,[D] 1985[D]                                           |
| Club Atlético de Madrid                       | 2       | 4        | 6       | 2016, 2023                                                          |
| Oiartzun Kirol Elkartea                       | 2       | 1        | 3       | 1987, 1988                                                          |
| Club de Fútbol Porvenir                       | 1       | 2        | 3       | 1986                                                                |
| Centre d'Esports Sabadell Futbol Club         | 1       | 2        | 3       | 2003                                                                |
| Málaga Club de Fútbol                         | 1       | 1        | 2       | 1998[B]                                                             |
| Rayo Vallecano de Madrid                      | 1       | 1        | 2       | 2008                                                                |
| Sporting Club de Huelva                       | 1       | 1        | 2       | 2015                                                                |
| Real Sociedad de Fútbol                       | 1       | 1        | 2       | 2019                                                                |
| Fútbol Femenino Parque Alcobendas             | 1       | -        | 1       | 1989                                                                |
| Sociedad Deportiva Lagunak                    | -       | 3        | 3       |                                                                     |
| Zaragoza Club de Fútbol Femenino              | -       | 2        | 2       |                                                                     |
| Extremadura Femenino Club de Fútbol           | -       | 2        | 2       |                                                                     |
| Athletic Club                                 | -       | 2        | 2       |                                                                     |
| Peña Barcelonista Barcilona                   | -       | 1        | 1       |                                                                     |
| Sociedad Deportiva Eibar                      | -       | 1        | 1       |                                                                     |
| Club de Fútbol Femenino Estudiantes de Huelva | -       | 1        | 1       |                                                                     |
| Valencia Club de Fútbol                       | -       | 1        | 1       |                                                                     |
| Dux Logroño                                   | -       | 1        | 1       |                                                                     |
| Real Madrid Club de Fútbol                    | -       | 1        | 1       |                                                                     |

A^ El equipo se llamaba Club Femení Barcelona antes de su incorporación a la estructura del club.

B^ El equipo se llamaba Club Atlético Málaga antes de su incorporación a la estructura del club.

C^ Ganada por el Karbo C.F. antes de ser absorbido por el R.C.D. La Coruña

D^ Como Karbo Deportivo. 

### Trofeos en propiedad
El trofeo de la Copa se entrega al club campeón, que lo conserva durante un año para luego cederlo al campeón de la siguiente edición. Después de devolverlo, los clubes solo pueden exhibir en sus vitrinas una copia a escala reducida del original. Sin embargo, el equipo que consigue ganar en cinco ocasiones alternas o tres consecutivas el mismo trofeo, se queda con él en propiedad.
- Fútbol Club Barcelona: ha conquistado dos trofeos en propiedad, uno por haber ganado cinco alternas entre 2011 y 2018, y el otro por ganar tres consecutivas en los años 2020, 2021 y 2022.
- Real Club Deportivo de La Coruña: ha conquistado un trofeo en propiedad por haber ganado tres ediciones consecutivas: 1983, 1984 y 1985.
- Levante U. D.: ha conquistado un trofeo en propiedad por haber ganado tres ediciones consecutivas: 2000, 2001 y 2002.

## Estadísticas

### Tabla histórica de goleadoras
Nota: En negrita jugadores activos en España. Nombres de clubes según la época.
| Pos. | Jugador           | Goles | Part. | Prom. | Debut   | (Equipo)               | Otros clubes |
| ---- | ----------------- | ----- | ----- | ----- | ------- | ---------------------- | --- |
| 1    | Sonia Bermúdez    | 34    | 43    | 0.79  | 2002-03 | Estudiantes de Huelva  | C. E. Sabadell F. C., Rayo Vallecano (19), F. C. Barcelona (6), Atlético de Madrid (7), Levante U. D. (2)                                                   |
| 2    | Natalia Pablos    | 24    | 23    | 1.04  | 2004-05 | Rayo Vallecano         | |
| 3    | Alexia Putellas   | 23    | 43    | 0.53  | 2010-11 | R. C. D. Espanyol (1)  | Levante U. D., F. C. Barcelona (22) |
| 4    | Adriana Martín    | 20    | 26    | 0.77  | 2003-04 | C. E. Sabadell F. C.   | F. C. Barcelona, R. C. D. Espanyol, Rayo Vallecano, Atlético de Madrid, Levante U. D., Málaga C. F.                                                         |
| 5    | Mari Paz Vilas    | 16    | 38    | 0.42  | 2006-07 | Levante U. D. (6)      | F. C. Barcelona (2), R. C. D. Espanyol (2), Valencia C. F. (6), Real Betis, F. C. Levante Las Planas                                                        |
| 6    | Mariona Caldentey | 13    | 26    | 0.5   | 2010-11 | U. D. Collerense       | F. C. Barcelona (13) |
| 7    | Jennifer Hermoso  | 11    | 34    | 0.32  | 2006-07 | Atlético de Madrid (2) | Rayo Vallecano, F. C. Barcelona (9) |
| 8    | Aitana Bonmatí    | 10    | 26    | 0.38  | 2016-17 | F. C. Barcelona        | |
| =    | Esther González   | 10    | 29    | 0.34  | 2009-10 | Levante U. D. (2)      | Atlético Málaga, Sporting de Huelva, Atlético de Madrid (5), Real Madrid C. F. (3)                                                                          |
| =    | Priscila Borja    | 10    | 34    | 0.29  | 2003-04 | C. E. Sabadell F. C.   | Estudiantes de Huelva, Sporting de Huelva, C. F. F. Irex Puebla, Levante U. D., Atlético de Madrid (6), Rayo Vallecano, Real Betis (3), Madrid C. F. F. (1) |
| =    | Olga García       | 10    | 38    | 0.26  | 2010-11 | F. C. Barcelona (9)    | Levante U. D., Atlético de Madrid, Dux Logroño (1) |

Datos actualizados al último partido jugado el 20 de diciembre de 2024.

### Jugadoras con mayor cantidad de encuentros disputados
Nota: En negrita jugadores activos en España. Nombres de clubes según la época.
| Pos. | Jugadora         | Part. | Goles | Prom. | Debut   | (Equipo)              | Otros clubes |
| ---- | ---------------- | ----- | ----- | ----- | ------- | --------------------- | --- |
| 1    | Marta Torrejón   | 62    | 8     | 0.13  | 2005-06 | R. C. D. Espanyol     | F. C. Barcelona |
| 2    | Míriam Diéguez   | 45    | 6     | 0.13  | 2005-06 | R. C. D. Espanyol     | Rayo Vallecano, F. C. Barcelona, Atlético de Madrid, Levante U. D., Málaga C. F., Deportivo Alavés                                              |
| 3    | Sonia Bermúdez   | 43    | 34    | 0.79  | 2002-03 | Estudiantes de Huelva | C. E. Sabadell F. C., Rayo Vallecano, F. C. Barcelona, Atlético de Madrid, Levante U. D.                                                        |
| =    | Alexia Putellas  | 43    | 23    | 0.53  | 2010-11 | R. C. D. Espanyol     | Levante U. D., F. C. Barcelona |
| =    | Silvia Meseguer  | 43    | 3     | 0.07  | 2007-08 | Transportes Alcaine   | R. C. D. Espanyol, Atlético de Madrid, Sevilla F. C.                                                                                            |
| 6    | Melanie Serrano  | 42    | 6     | 0.14  | 2006-07 | F. C. Barcelona       | F. C. Levante Las Planas, F. C. Levante Badalona                                                                                                |
| 7    | Amanda Sampedro  | 41    | 7     | 0.17  | 2006-07 | Atlético de Madrid    | Sevilla F. C. |
| 8    | Vanesa Gimbert   | 40    | 5     | 0.13  | 2006-07 | C. D. Híspalis        | Sevilla F. C., Athletic Club, Rayo Vallecano, R. C. D. Espanyol                                                                                 |
| 9    | Marta Unzué      | 39    | 0     | 0     | 2006-07 | F. C. Barcelona       | Athletic Club |
| 10   | Mari Paz Vilas   | 38    | 16    | 0.42  | 2006-07 | Levante U. D.         | F. C. Barcelona, R. C. D. Espanyol, Valencia C. F., Real Betis, F. C. Levante Las Planas                                                        |
| =    | Olga García      | 38    | 10    | 0.26  | 2010-11 | F. C. Barcelona       | Levante U. D., Atlético de Madrid, Dux Logroño                                                                                                  |
| 12   | Erika Vázquez    | 35    | 9     | 0.26  | 2003-04 | S. D. Lagunak         | Athletic Club, R. C. D. Espanyol |
| 13   | Jennifer Hermoso | 34    | 11    | 0.32  | 2006-07 | Atlético de Madrid    | Rayo Vallecano, F. C. Barcelona |
| =    | Priscila Borja   | 34    | 10    | 0.29  | 2003-04 | C. E. Sabadell F. C.  | Estudiantes de Huelva, Sporting de Huelva, C. F. F. Irex Puebla, Levante U. D., Atlético de Madrid, Rayo Vallecano, Real Betis, Madrid C. F. F. |
| 15   | Mapi León        | 33    | 2     | 0.06  | 2010-11 | Transportes Alcaine   | R. C. D. Espanyol, Atlético de Madrid, F. C. Barcelona                                                                                          |